# Andrej Zjyhalka

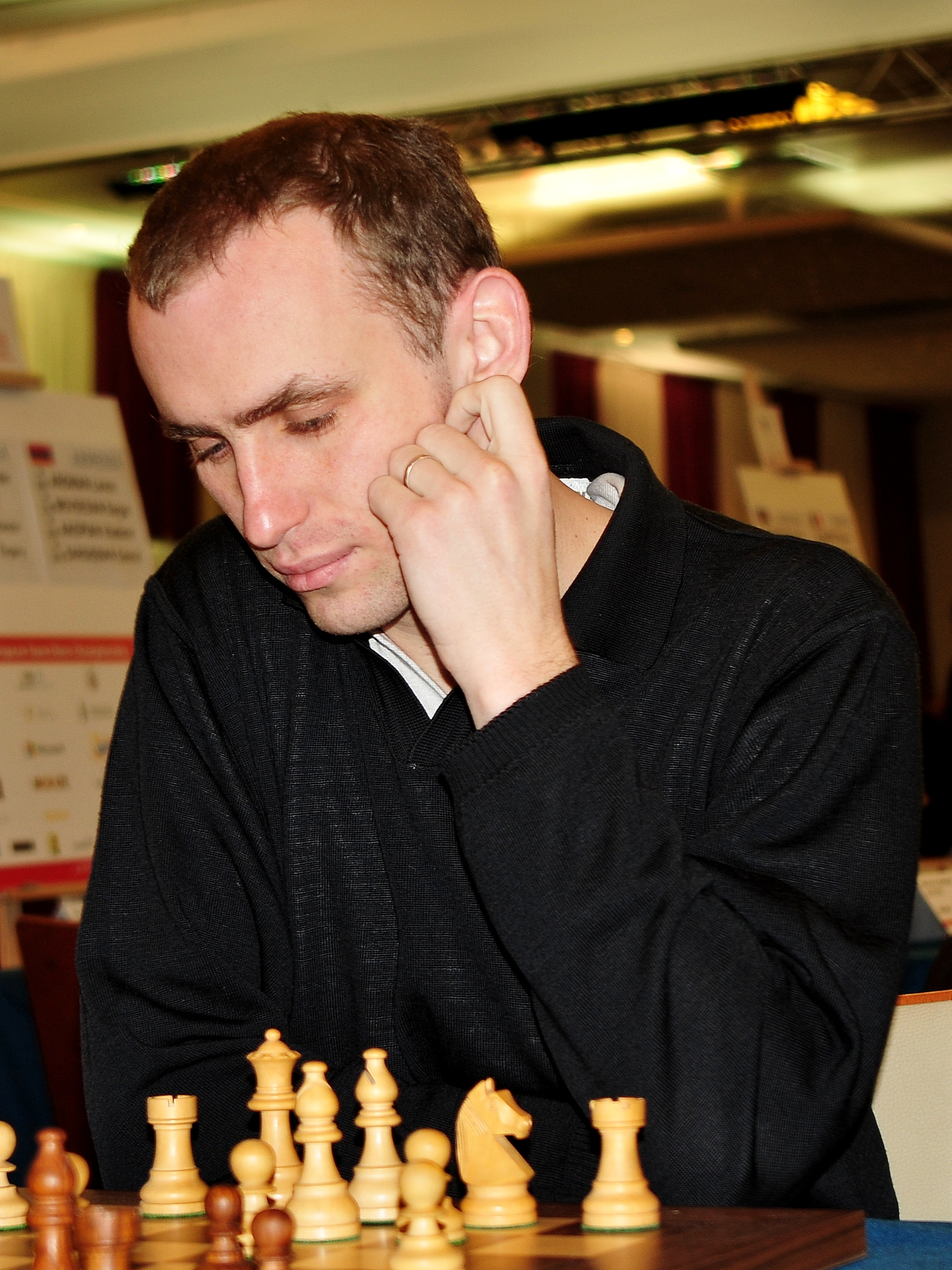
Zjyhalka (2013)

Andrej Aleksandrovitsj Zjyhalka (wit-Russisch: Андрэй Аляксандравіч Жыгалка; Russisch: Андрей Александрович Жигалко) (Minsk, 18 september 1985) is een Wit-Russisch schaker met FIDE-rating 2578 in 2017. Hij is sinds 2006 een grootmeester (GM), evenals zijn broer Sjarhej Zjyhalka. Hij was in 2011 kampioen van Wit-Rusland.

## Resultaten
In 2004 won Zjyhalka het Euro Chess Tournament.
In augustus 2005 speelde Andrej Zjyhalka in Hengelo mee in het toernooi om het open jeugdkampioenschap van Nederland, gehouden onder de naam Euro Chess Tournament 2005. Hij speelde in de groep Stork Young Masters en eindigde met 6 pt. uit 9 op de tweede plaats. Het toernooi werd na de tie-break gewonnen door Aleksander Rjazantsev, eveneens met 6 pt. uit 9 ronden.
Bij het kampioenschap van Wit-Rusland in 2011 behaalden de broers Andrej en Sjarhej Zjyhalka beiden 9.5 uit 12. Het kampioenschap werd na tie-break gewonnen door Andrej.
In april 2013 won Andrej Zjyhalka met 7.5 pt. uit 9 het vierde Luc Open toernooi in Lille (Frankrijk).

## Schaakteams
In 2013 nam hij met Wit-Rusland deel aan de Europese schaakkampioenschappen voor landenteams.
Ook nam hij met het Wit-Russische team deel aan de Schaakolympiades van 2004, 2006, 2008, 2010, 2012 en 2014.

## Externe koppelingen
- (en)   Informatie over schaakpartijen van Andrej Zjyhalka op ChessGames.com
- (en)   Informatie over schaakpartijen van Andrej Zjyhalka op 365chess.com
- (en)  FIDE-ratinggegevens voor Andrej Zjyhalka